# Homaloptera pillaii
Homaloptera pillaii is een straalvinnige vissensoort uit de familie van de steenkruipers (Balitoridae). De wetenschappelijke naam van de soort is voor het eerst geldig gepubliceerd in 1981 door Indra & Rema Devi.